# Miedzik obrzeżony
Miedzik obrzeżony (Hasemania nana) – endemiczny gatunek słodkowodnej ryby z rodziny kąsaczowatych (Characidae). Bywa hodowana w akwariach. W literaturze opisywany był też pod nazwami: zwinnik karzełek (Hemigrammus nanus) i miedzik srebrnopręgi (Hasemania marginata).

## Występowanie
Zamieszkuje wody śródlądowe Ameryki Południowej, we wschodniej części Brazylii w dorzeczu rzeki São Francisco.

## Charakterystyka
Ciało w kolorze złocistobrązowym, ciemnomiedzianym po srebrzysty. Płetwy w kolorze żółtawym, przezroczyste. Ich zakończenia są białawe, biało obrzeżone. Przez środek ogona przebiega czarna smuga zachodząca na tułów. Cechą charakterystyczną tej ryby jest brak płetwy tłuszczowej (pinna adiposa). 
Dorasta do 5 cm długości.

## Dymorfizm płciowy
Samiec nieco smuklejszy miedziano ubarwiony, grzbiet ciemniejszy, samica mniej barwna, bardziej w kolorze jasnosrebrzystym, srebrnożółtym. U samca w przypadku silnego podniecenia występuje zjawisko zmiany barwy na bardziej "rozżarzoną"

## Warunki hodowlane
| Zalecane warunki w akwarium | Zalecane warunki w akwarium |
| --------------------------- | --------------------------- |
| Zbiornik                    | mały do średniego (30–50 l) |
| Temperatura wody            | 20–25 °C                    |
| Twardość wody               | miękka do średniej          |
| Skala pH                    | 6–7,5                       |
| pokarm                      | Wszystkożerna               |

## Biotop
Ruchliwa i stadna ryba będąca towarzysko usposobiona do innych gatunków w danym akwarium.  Występuje we wszystkich strefach wody. Lubi gęstą roślinność oraz dużo miejsca do swobodnego pływania. W akwarium samce miedzików stale "walczą" między sobą bez uszczerbku dla swego zdrowia. 

## Roślinność w akwarium[8]
Lubi przebywać m.in. wśród roślin z rodzaju:

Cabomba, Echinodorus, Egeria, Hydrilla, Hygrophila, Myriophyllum, Vesicularia, 

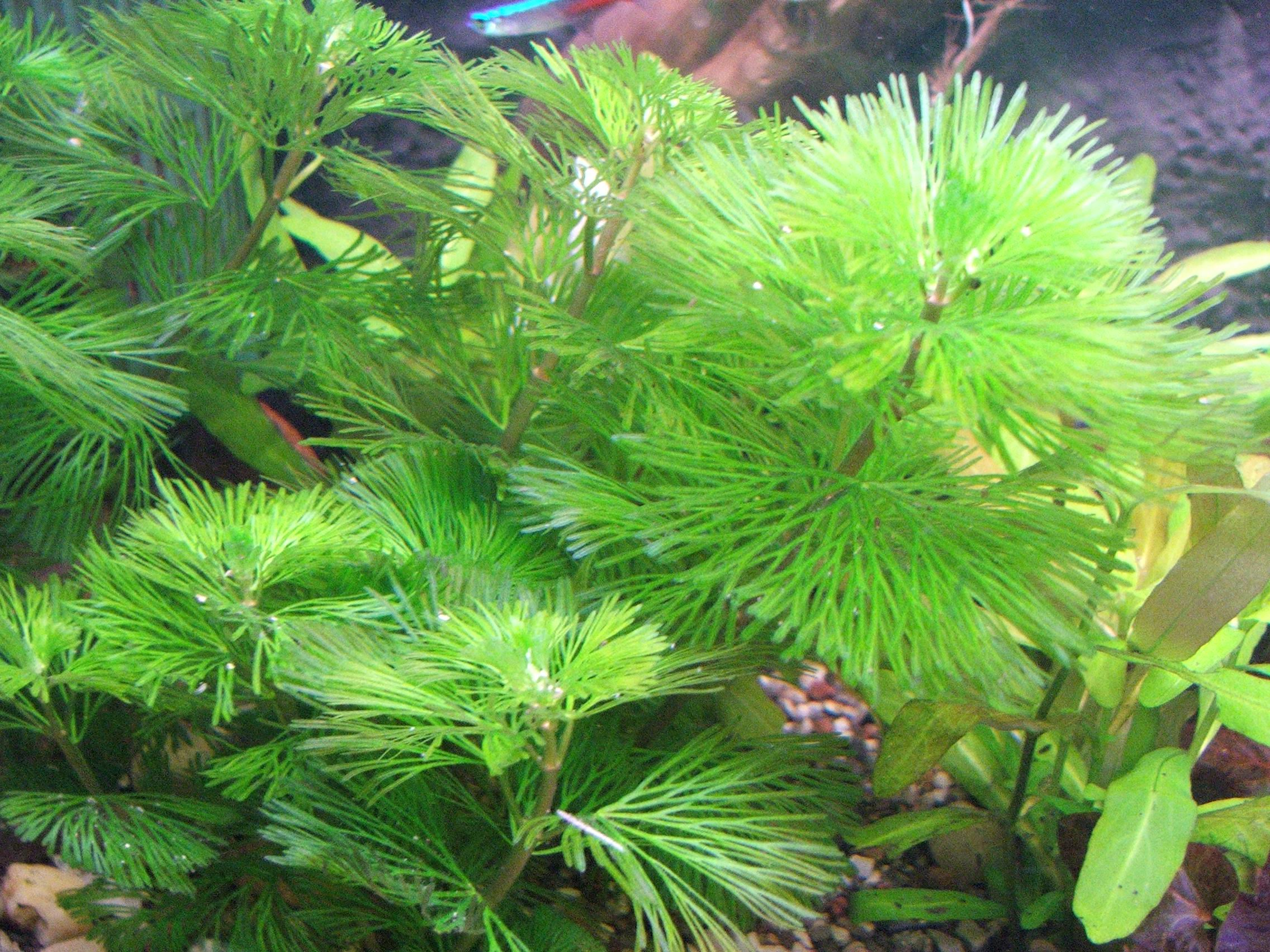
Kabomba wodna
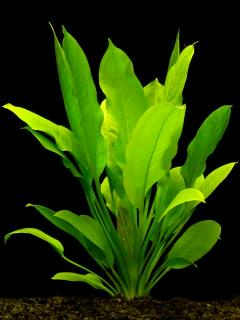
Żabienica Blehera
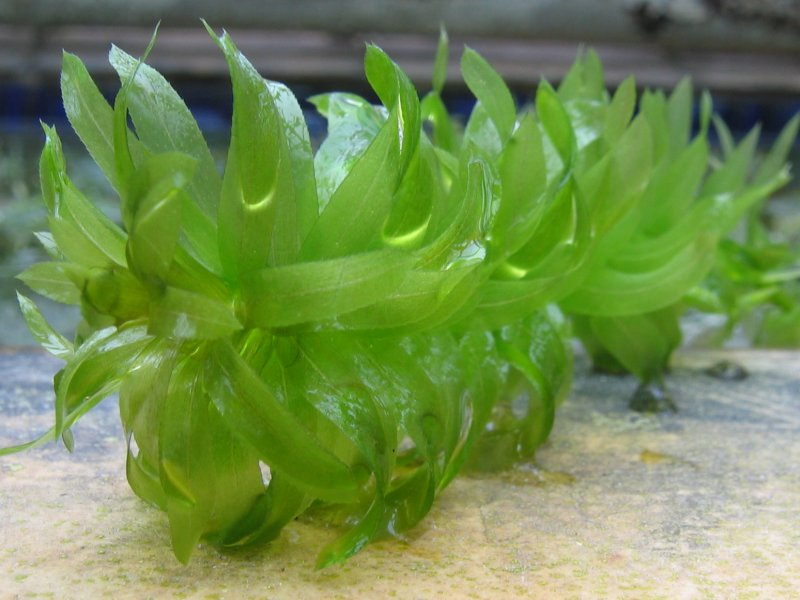
Moczarka argentyńska
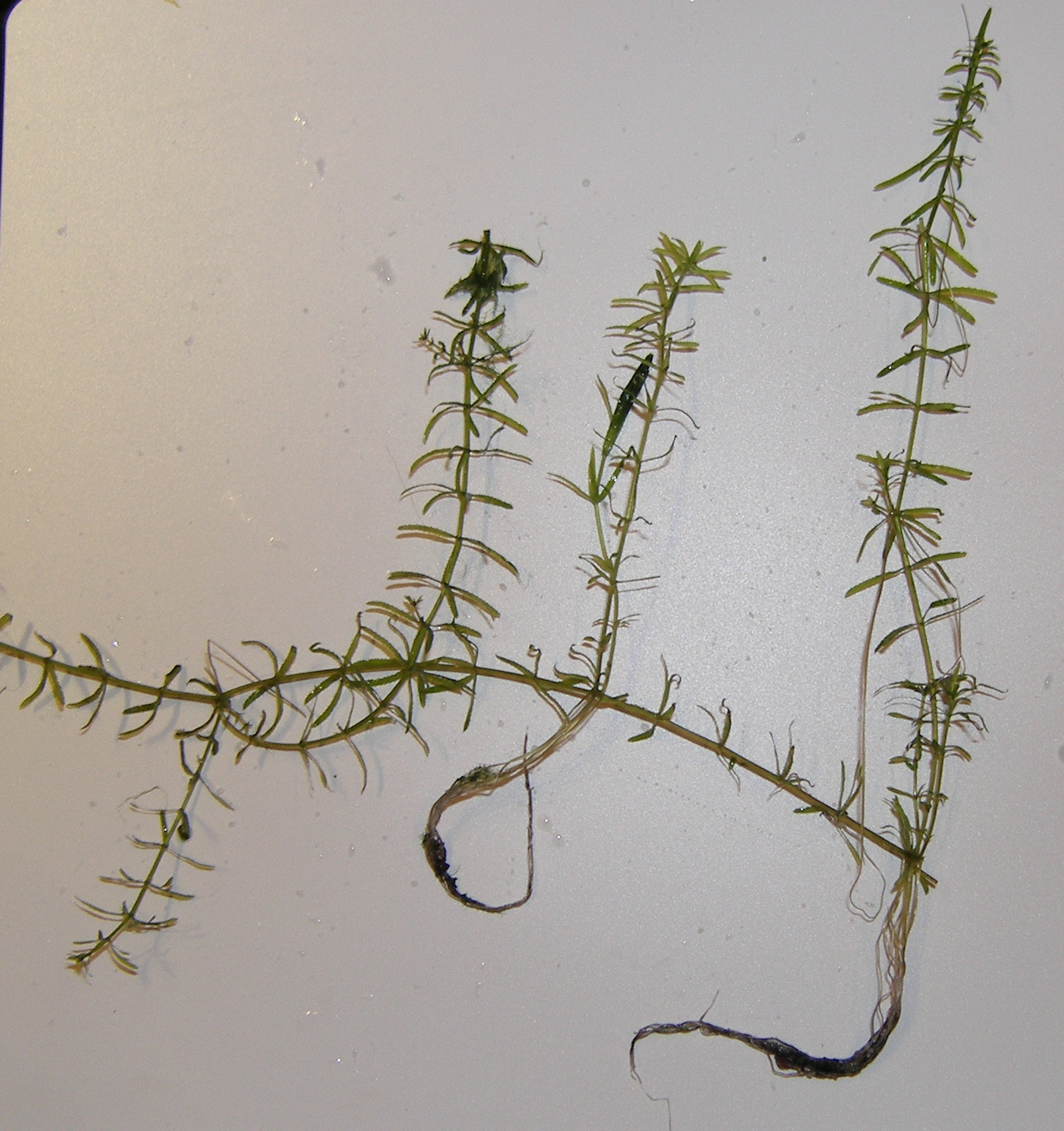
Przesiąkra okółkowa
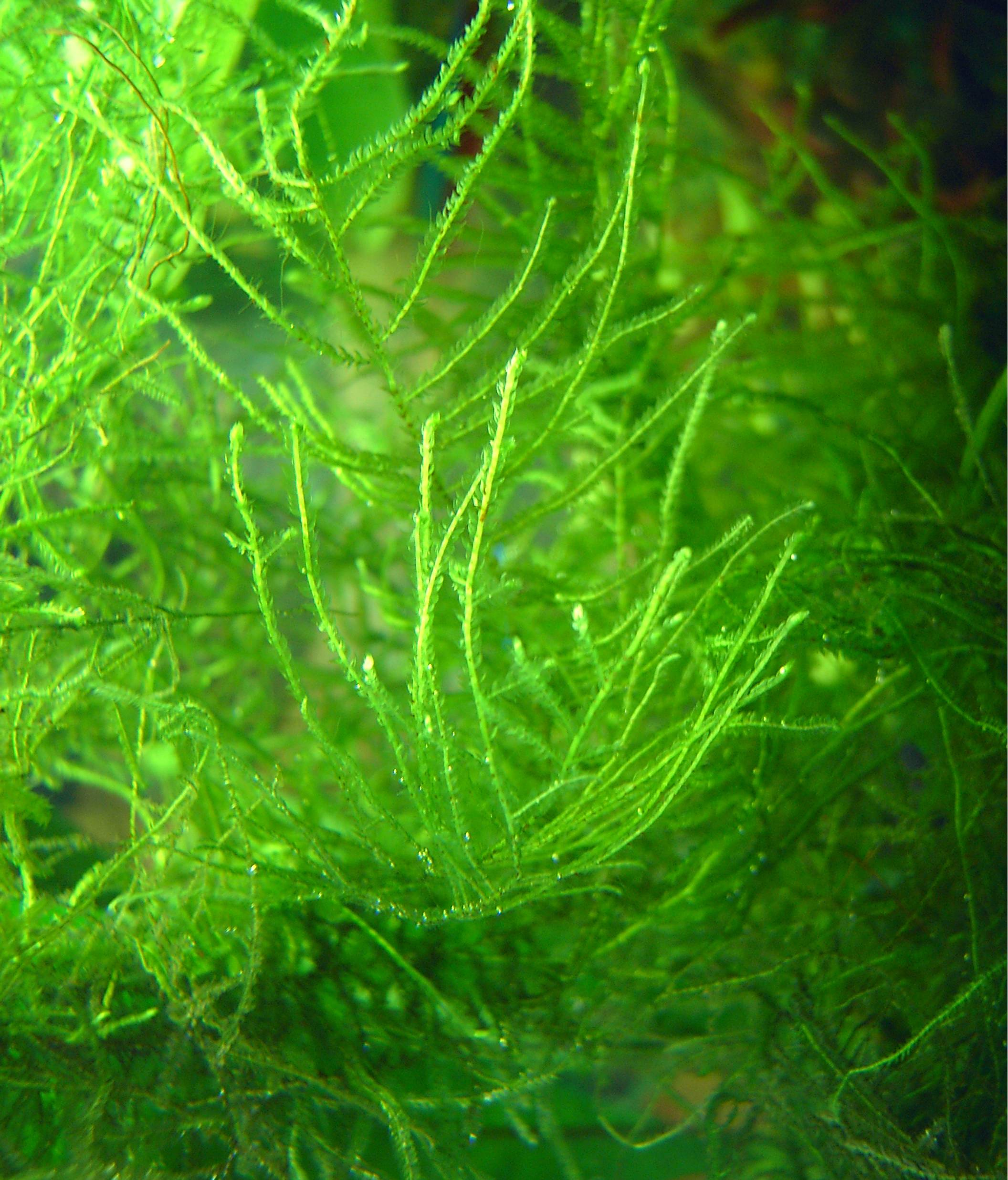
Mech jawajski

## Rozmnażanie
Na czas tarła samiec przybiera barwę prawie czerwoną. Woda o temperaturze wyższej o 2-3 stopnie. Gatunek ten składa do 200 sztuk ikry. Tarło w wodzie o podobnych parametrach.  Podczas tarła dochodzi do zjadania własnej ikry.
Okres dojrzewania jaj wynosi 1-2 dni, po kolejnych 5 młody narybek zaczyna pływać.